# FilmBox Family
A FilmBox Family csatorna klasszikus filmeket, a legfrissebb sikerfilmeket, sorozatokat és animációs filmeket sugároz reklámok és megszakítások nélkül. A társaság többi csatornája ellenére csak 19 órás műsoridővel (5-24) rendelkezik.
A csatorna hangja (társaihoz hasonlóan) Földi Tamás.

## Története
2010. március folyamán jelentették be, hogy új FilmBox-csatorna indul, amelynek kínálatában találhatunk családi filmeket, rajzfilmeket, ifjúsági sorozatokat, komédiákat. A csatorna eredetileg csak Lengyelországban volt fogható, később Magyarország mellett Csehországban és Szlovákiában is elérhető lett. A csatorna a többi FilmBox csatornával együtt 2013. október 6-án újult meg. A FilmBox mellett a másik olyan magyar FilmBox-csatorna, amely indulása óta egyszer se váltott nevet.
2022. szeptember 1-én bekerült a DIGI kínálatába a többi FilmBoxos csatornával együtt, többek között a megszűnt saját csatorna, a Film Now pótlására.